# Alfred Kurzke
Alfred Paul Hermann Kurzke (* 20. Januar 1905 in Neuhammer, Schlesien; † 28. März 1971 in Hannover) war deutscher SS-Hauptscharführer und Lagerarzt.

## Leben
Kurzke, der über mehrere Berufsabschlüsse verfügte, schloss sein Medizinstudium 1943 an der Universität Marburg ab. Er promovierte zum Dr. med. mit der Dissertation Beitrag zur Kala-Azar, die 1944 erschien. Bis zum 24. Oktober 1944 arbeitete Kurzke an der Universitätsklinik Marburg und war dort in der medizinischen Forschung tätig.
Zum 1. Mai 1932 trat er der NSDAP bei (Mitgliedsnummer 1.150.736). Bereits 1942 wurde Kurzke kurzzeitig zur Waffen-SS eingezogen. Ende Oktober 1944 erfolgte erneut seine Einberufung zur Waffen-SS, wo er kurzzeitig in der medizinischen Abteilung des SS-Hauptamtes tätig war. Von November 1944 bis Anfang April 1945 war Kurzke als zweiter Lagerarzt im KZ Mittelbau-Dora und auch im SS-Revier tätig. Von den Häftlingen wurde Kurzke später als korrekt bezeichnet, da er sich ihnen gegenüber wohlwollend verhalten habe. Im Zuge der Evakuierung des in Thüringen gelegenen Konzentrationslagers gelangte Kurzke Anfang April 1945 in das KZ Bergen-Belsen, das am 14. April 1945 von Soldaten der britischen Armee übernommen wurde. Kurzke, der nach der Befreiung des KZ Bergen-Belsen kurzzeitig inhaftiert wurde, sagte als Zeuge im Bergen-Belsen-Prozess am 25. Oktober 1945 aus. Zu diesem Zeitpunkt arbeitete er, ebenso wie Heinrich Schmidt, als Arzt im DP-Lager in Bergen-Belsen. Kurzke kooperierte mit den britischen und amerikanischen Ermittlern und war ebenfalls Zeuge im Dachauer Dora-Prozess, auch als Nordhausen-Hauptprozess bekannt.
Später war Kurzke als niedergelassener Arzt bei Hannover tätig. Kurzke sagte auch im Essener Dora-Prozess (November 1967 bis Mai 1970) aus, in dem Helmut Bischoff, der ehemalige „Kommandeur der Sicherheitspolizei z. b. V.“ des Sperrgebiets Mittelbau sowie dessen früherer Mitarbeiter Ernst Sander und der Aufseher Erwin Busta angeklagt waren.